# Desmond Fitzpatrick
Sir Geoffrey Richard Desmond Fitzpatrick (Aldershot, 14 dicembre 1912 – 12 ottobre 2002) è stato un generale inglese.

## Biografia
Era il figlio di Ernest Fitzpatrick, un generale di brigata. Ha frequentato l'Eton College e poi il Royal Military College di Sandhurst.

## Carriera
Divenne sottotenente nel 1st The Royal Dragoons il 1º settembre 1932. È stato promosso tenente tre anni dopo. Nel 1938, il suo reggimento fu inviato in Palestina per reprimere la rivolta araba (1936-1939).

### Seconda guerra mondiale
Fitzpatrick è stato promosso capitano il 1º settembre 1940. Nel 1941, il suo reggimento fu inviato in Siria. Il reggimento di Fitzpatrick prese parte alla Campagna del deserto occidentale. Nel giugno 1942 ha contribuito a pianificare la Seconda battaglia di El Alamein.
Fu promosso a ufficiale di stato maggiore, prima di ricongiungersi al suo reggimento nei Paesi Bassi nel 1944 e prendere il comando di uno dei suoi squadroni. Nel 1945, ha preso il comando della 8th King's Royal Irish Hussars. Mentre era al comando del reggimento, Fitzpatrick ha aiutato ad assediare la città di Tostedt. Il reggimento di Fitzpatrick ha anche liberato il campo di concentramento di Fallingbostel, liberando 10.000 alleati prigionieri di guerra e 12.000 altri prigionieri. Il suo reggimento anche liberato il campo di concentramento di Bergen-Belsen.

## Dopoguerra
Dopo la guerra, Fitzpatrick venne promosso a maggiore e divenne un istruttore presso la Staff College, Camberley. È stato promosso a tenente colonnello il 1º luglio 1951, e poi assunse il comando del 1st The Royal Dragoons. Egli venne promosso a tenente colonnello il 8 ottobre 1952 e a colonnello il 31 dicembre 1953. Nel 1957, divenne il capo di stato maggiore del I Corpo con il grado di brigadiere. Il 20 febbraio 1959 è stato nominato un aiutante di campo della regina, e più tardi nel corso dell'anno, Lord Mountbatten lo candidò per servire come primo assistente di Capo di Stato Maggiore della Difesa. L'11 dicembre 1959 venne promosso al grado di maggiore generale. Come risultato del suo successo, è diventato direttore delle operazioni militari presso il ministero della Difesa nel 1962. In quel ruolo, ha contribuito a preparare la stima dell'intelligence britannica per la crisi missilistica cubana e ha giocato un ruolo importante in diversi dibattiti politici della difesa, comprese quelle sul Polaris Missile.
Il 25 marzo 1964, è diventato il Capo di Stato Maggiore della dell'esercito britannico del Reno e General Officer Commanding Rhine Army Troops. Poi il 4 giugno 1965, è stato promosso a tenente generale e divenne General Officer Commanding-in-Chief Northern Ireland Command. Egli lasciò l'Irlanda del Nord il 9 luglio 1966 e successe Geoffrey Baker come vice capo di Stato Maggiore generale imperiale il 25 luglio. Il 1º ottobre 1968 è stato nominato al comando dell'Armata britannica del Reno e del Northern Army Group della NATO il 1º aprile 1971. Divenne vice colonnello del Blues and Royals (29 marzo 1969-9 dicembre 1974).
È stato nominato generale il 9 gennaio 1970 e colonnello comandante del Royal Armoured Corps. Grazie alla sua abilità e alla buona reputazione, Fitzpatrick è stato nominato a vice Comandante supremo alleato in Europa (DSACEUR), il 1º dicembre 1970. Si ritirò dall'esercito il 26 gennaio 1974.
Dopo il ritiro, Fitzpatrick è stato nominato per un mandato di cinque anni vice governatore di Jersey, nel 1974. È stato nominato Gold Stick (17 dicembre 1979-1998).

## Matrimoni

### Primo Matrimonio
Sposò, il 22 aprile 1944, Mary Sara Campbell (1917-1996), figlia di Charles Campbell. Ebbero due figli:
- Sara Georgina Fitzpatrick (7 marzo 1948), sposò Stewart Whittington, non ebbero figli;
- Brian Richard Charles Fitzpatrick (13 aprile 1950), sposò Maria Victoria Callaghan, non ebbero figli.

La coppia divorziò.

### Secondo Matrimonio
Nel 1988 sposò Lettice Mary Stafford-King-Harman (10 aprile 1915-?), figlia di Edward Stafford-King-Harman. Non ebbero figli.

## Morte
Morì il 12 ottobre 2002, all'età di 89 anni.